# Breakthrough of the Year
Breakthrough of the Year es un premio anual otorgado por la revista científica Science al desarrollo o descubrimiento más significativo en algún campo de la investigación científica. Comenzó a concederse en 1989 bajo el nombre de Molecule of the Year y se inspiró en la Persona del año de la revista Time. Pasó a llamarse Breakthrough of the Year en 1996. Este galardón es ampliamente reconocido como una de las más altas distinciones en la ciencia.

## Molecule of the Year
- 1989: PCR y ADN polimerasa
- 1990: Diamantes sintéticos
- 1991: Buckminsterfullereno
- 1992: Óxido nítrico
- 1993: p53
- 1994: Enzimas de reparación del ADN
- 1995: Condensado de Bose-Einstein

## Breakthrough of the Year
- 1996: Entendimiento del VIH
- 1997: Oveja Dolly
- 1998: Expansión acelerada del universo
- 1999: Prospectivas de la terapia con células madre
- 2000: Secuenciación del genoma
- 2001: Nanocircuitos en electrónica molecular
- 2002: ARN interferente
- 2003: Energía oscura
- 2004: Amartizaje de Spirit
- 2005: Evolución biológica en acción
- 2006: Prueba de la conjetura de Poincaré
- 2007: Variación genética humana
- 2008: Reprogramación celular
- 2009: Ardipithecus ramidus
- 2010: La primera máquina cuántica
- 2011: HPTN 052
- 2012: Descubrimiento del bosón de Higgs
- 2013: Inmunoterapia contra el cáncer
- 2014: Sonda espacial Rosetta
- 2015: Edición genética con CRISPR/Cas
- 2016: Detección de ondas gravitacionales
- 2017: Fusión de estrellas de neutrones
- 2018: Secuenciación de células individuales
- 2019: Primera imagen de un agujero negro supermasivo
- 2020: Vacuna contra la COVID-19 en tiempo récord
- 2021: Predicción de la estructura de las proteínas por AlphaFold
- 2022: Debut del Telescopio Espacial James Webb